# Lilla Svedjeholm, Pargas
Lilla Svedjeholm är en ö i Finland.   Den ligger i kommunen Pargas i den ekonomiska regionen  Åboland  och landskapet Egentliga Finland, i den södra delen av landet, 150 km väster om huvudstaden Helsingfors. Arean är 1,3 kvadratkilometer.
Terrängen på Lilla Svedjeholm är mycket platt. Öns högsta punkt är 34 meter över havet. Den sträcker sig 1,3 kilometer i nord-sydlig riktning, och 2,0 kilometer i öst-västlig riktning.